# Kanton Merdrignac
Der Kanton Merdrignac war bis 2015 ein französischer Wahlkreis im Arrondissement Dinan, im Département Côtes-d’Armor und in der Region Bretagne; sein Hauptort war Merdrignac. Letzte Vertreterin im Generalrat des Départements war von 2008 bis 2015 Régine Angée (DVD).

## Gemeinden
| Gemeinde         | Bretonisch       | Einwohner (2022) | Fläche (km²) | Code postal | Code Insee |
| ---------------- | ---------------- | ---------------- | ------------ | ----------- | ---------- |
| Gomené           | Gouvene          | 549              | 25.37        | 22230       | 22062      |
| Illifaut         | Ilifav           | 688              | 26.71        | 22230       | 22083      |
| Laurenan         | Lanreunan        | 742              | 30.90        | 22230       | 22122      |
| Loscouët-sur-Meu | Loskoed-ar-Mozon | 644              | 22.26        | 22230       | 22133      |
| Merdrignac       | Medrigneg        | 3.140            | 57.12        | 22230       | 22147      |
| Mérillac         | Merelieg         | 242              | 13.86        | 22230       | 22148      |
| Saint-Launeuc    | Sant-Laoueneg    | 190              | 11.58        | 22230       | 22309      |
| Saint-Vran       | Sant-Vran        | 755              | 28.12        | 22230       | 22333      |
| Trémorel         | Tremorae         | 1.154            | 33.76        | 22230       | 22371      |

## Bevölkerungsentwicklung
| 1962 | 1968 | 1975 | 1982 | 1990 | 1999 | 2006 | 2012 |
| ---- | ---- | ---- | ---- | ---- | ---- | ---- | ---- |
| 9258 | 8646 | 8239 | 7900 | 7578 | 7375 | 7693 | 7836 |